# Véronique Mang

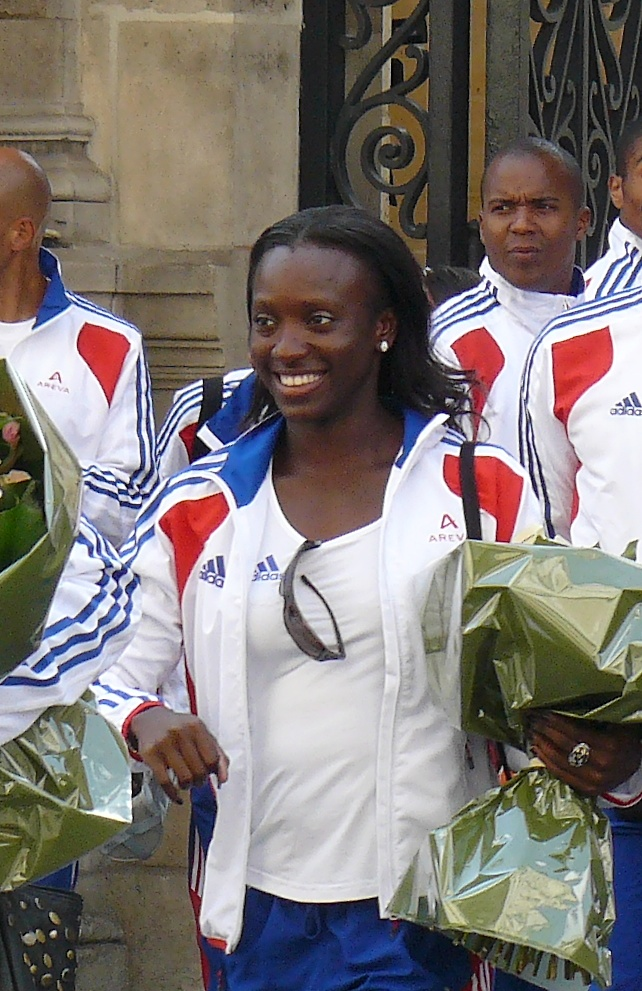
Véronique Mang 2010

Véronique Mang (* 15. Dezember 1984 in Douala) ist eine französische Sprinterin kamerunischer Herkunft.
1995, im Alter von 11 Jahren, zog sie mit ihrer Mutter nach Frankreich. Ein Jahr später begann sie mit dem Laufsport. Bis 2003 startete sie für Kamerun, danach, seit sie die französische Staatsbürgerschaft besaß, für Frankreich. Bei den Olympischen Sommerspielen 2004 in Athen gewann sie die Mannschafts-Bronzemedaille in der 4-mal-100-Meter-Staffel zusammen mit ihren Teamkolleginnen Muriel Hurtis, Sylviane Félix und Christine Arron. Im 100-Meter-Lauf dieser Olympischen Spiele schied sie im Viertelfinale aus.
2006 kam sie bei den Europameisterschaften in Göteborg über 100 m ins Halbfinale.
Nachdem sie 2008 und 2009 kaum an Wettkämpfen teilgenommen hatte, zeigte sie sich 2010 in Topform und gewann die Silbermedaille über 100 m bei den Europameisterschaften in Barcelona mit einem Rückstand von nur 0,01 Sekunden auf die Siegerin Verena Sailer.
Véronique Mang ist 1,73 m groß und wiegt 59 kg. Sie startet derzeit für die Entente Franconville Cesame Val d'Oise und wird von Olivier Marchand trainiert.

## Persönliche Bestzeiten
- 50 m (Halle): 6,24 s, 5. März 2010, Liévin
- 60 m (Halle): 7,21 s, 28. Februar 2010, Paris
- 100 m: 11,11 s, 29. Juli 2010, Barcelona
- 200 m: 22,92 s, 12. Juni 2004, Genf
  - Halle: 23,68 s, 6. Februar 2004, Eaubonne